# Strånnesjön
Strånnesjön är en sjö i Tranås kommun i Småland och ingår i Motala ströms huvudavrinningsområde. Sjön är 9 meter djup, har en yta på 0,122 kvadratkilometer och befinner sig 172,7 meter över havet. Strånnesjön ligger i Strånnesjön Natura 2000-område.

## Delavrinningsområde
Strånnesjön ingår i det delavrinningsområde (643776-145047) som SMHI kallar för Utloppet av Strånnesjön. Medelhöjden är 187 meter över havet och ytan är 0,46 kvadratkilometer. Det finns inga delavrinningsområden uppströms utan avrinningsområdet är högsta punkten. Vattendraget som avvattnar avrinningsområdet har biflödesordning 3, vilket innebär att vattnet flödar genom totalt 3 vattendrag innan det når havet efter 164 kilometer. Delavrinningsområdet består mestadels av skog (73 %). Avrinningsområdet har 0,12 kvadratkilometer vattenytor vilket ger det en sjöprocent på 27,3 %.